# Бухтарминский мост
Бухтарминский мост (каз. Бұқтырма көпір) — мостовой переход через Бухтарминское водохранилище в Восточно-Казахстанской области, в 4,5 км к северо-западу от села Куйган. Соединяет Самарский и Курчумский районы. Общая длина моста 1316 метров. Это самый длинный мост в Казахстане и Центральной Азии.

## История

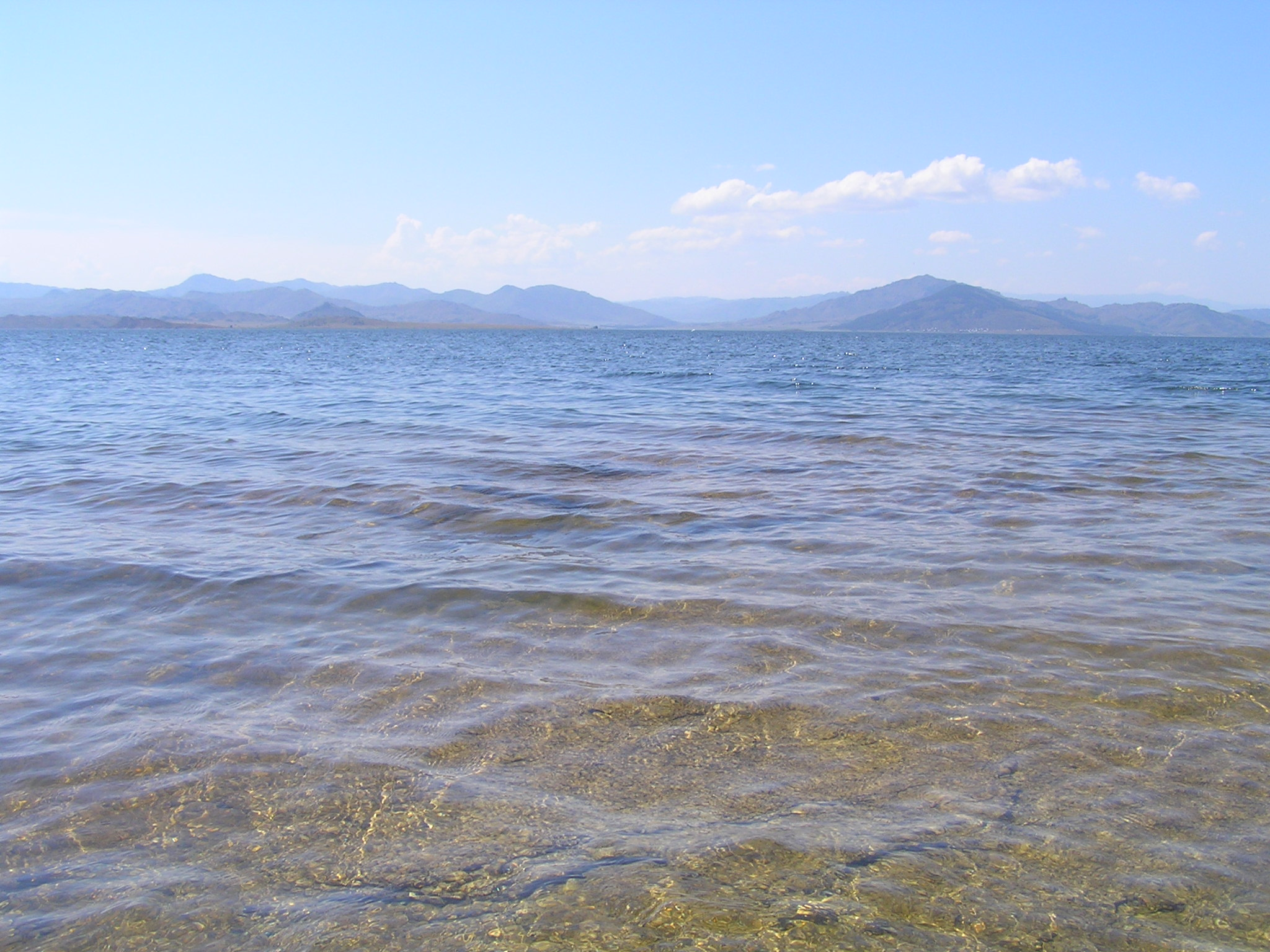
Бухтарминское водохранилище

Жители Курчумского, Кокпектинского, Маркакольского и Катон-Карагайских районов Восточно-Казахстанская области долгие годы сталкивались с трудностями при переправе через Бухтарминское водохранилище. Зимой путь лежал по опасному ледовому маршруту, а летом приходилось ждать паром, чтобы добраться на другой берег.
Действовала паромная переправа между Курчумским и Самарским районами, но с учётом ожидания в очереди время в пути могло растянуться до полутора-двух часов. Зимой ситуация осложнялась необходимостью пересекать водоём по льду, что не раз становилось причиной несчастных случаев.
В случае поломки паромной переправы жителям приходилось ехать в объезд через Алтайский район, что увеличивало путь до 500 километров. Этот маршрут был значительно дольше и неудобнее, чем переправа через водохранилище, и добавлял немалые затраты времени и транспортные расходы для местных жителей. Бывали случаи когда жители, не успевшие на последний паром, оставались ночевать на берегу.
Строительство велось с 2020 года и было закончено в 2024 году. Заказчиком строительства мостового перехода является АО «НК „КазАвтоЖол“», генеральный подрядчик — местная строительная компания ТОО «ОблШыгысЖол».
Мост обеспечил безопасное и круглогодичное транспортное сообщение для более 150 тыс. жителей районов Восточно-Казахстанской области. Также мост увеличил транзитный потенциал Казахстана, в том числе через международные транспортные коридоры с Китаем, Россией и другими странами.

## Характеристики
Расстояние от воды до нижней части моста составляет 18 метров, что в период навигации позволяет судам беспрепятственно проходить под ним.
Для обеспечения безопасности в зимний и весенний период, вокруг моста установлено 40 ледорезов, мост расположен на глубинах до 25 метров.
Мост оборудован современной системой безопасности, действуют 102 камеры, в том числе 62 на мосту, 40 под мостом.